# 345 California Center
345 California Center és una torre d'oficines de 48 pisos al districte financer de San Francisco, (Califòrnia). Completada el 1986, la torre de 211,8 m (695 peus) és la cinquena més alta de la ciutat després de la Salesforce Tower, Piràmide Transamèrica, 181 Fremont i 555 California Street si s'inclouen les agulles. Originalment es va proposar que fos 30 m (98 peus) més alt. L'edifici va ser desenvolupat per Norland Properties, una empresa privada d'inversió immobiliària dirigida per Hany Ben-Halim.